# Venusia inclinata
Venusia inclinata là một loài bướm đêm trong họ Geometridae.